# Robert Hammond
Robert Rodney "Rob" Hammond (ur. 6 maja 1981 w Townsville) – australijski hokeista na trawie, dwukrotny medalista olimpijski.
Występuje w pomocy. W reprezentacji Australii debiutował w 2001. Brał udział w dwóch igrzyskach (IO 04, IO 08), na obu zdobywał medale: złoto w 2004 i brąz cztery lata później. W obu turniejach zdobył łącznie jedną bramkę. Z kadrą brał udział m.in.  w mistrzostwach świata w 2006 (drugie miejsce) i 2010 (pierwsze miejsce), Commonwealth Games w 2006 (pierwsze miejsce) oraz kilku turniejach Champions Trophy (zwycięstwo w 2005 i 2008). W australijskich rozgrywkach klubowych grał m.in. w Queensland Blades, występował w Holandii.